# Asarum sagittarioides
Asarum sagittarioides là một loài thực vật có hoa trong họ Aristolochiaceae. Loài này được C.F.Liang mô tả khoa học đầu tiên năm 1975.